# Vauxrenard
Vauxrenard est une commune française, située dans le département du Rhône en région Auvergne-Rhône-Alpes. Gentilé : Varnaudis.

## Géographie
« Le territoire de Vauxrenard repose en grande partie sur les tufs orlhophyriques, les assises à diorite et diabase et le granit à amphibole. On trouve aussi quelques lambeaux de schistes pyroxéniques. La terre remuée est siliceuse et silico-argileuse. Assez riche en potasse, elle contient des doses modérées d'acide phosphorique et d'azote. Partout elle manque de chaux ».

### Climat
Pour des articles plus généraux, voir Climat d'Auvergne-Rhône-Alpes et Climat du Rhône.
En 2010, le climat de la commune est de type climat des marges montargnardes, selon une étude du Centre national de la recherche scientifique s'appuyant sur une série de données couvrant la période 1971-2000. En 2020, Météo-France publie une typologie des climats de la France métropolitaine dans laquelle la commune est exposée à un climat de montagne ou de marges de montagne et est dans une zone de transition entre les régions climatiques « Bourgogne, vallée de la Saône » et « Nord-est du Massif Central ». 
Pour la période 1971-2000, la température annuelle moyenne est de 10 °C, avec une amplitude thermique annuelle de 17,1 °C. Le cumul annuel moyen de précipitations est de 976 mm, avec 11,3 jours de précipitations en janvier et 7,7 jours en juillet. Pour la période 1991-2020, la température moyenne annuelle observée sur la station météorologique installée sur la commune est de 9,8 °C et le cumul annuel moyen de précipitations est de 1 003,5 mm,. Pour l'avenir, les paramètres climatiques de la commune estimés pour 2050 selon différents scénarios d'émission de gaz à effet de serre sont consultables sur un site dédié publié par Météo-France en novembre 2022.
| Mois                                  | jan.           | fév.           | mars           | avril         | mai           | juin          | jui.          | août          | sep.          | oct.          | nov.          | déc.          | année      |
| ------------------------------------- | -------------- | -------------- | -------------- | ------------- | ------------- | ------------- | ------------- | ------------- | ------------- | ------------- | ------------- | ------------- | ---------- |
| Température minimale moyenne (°C)     | −0,6           | −0,8           | 1,9            | 5,3           | 8,2           | 11,9          | 13,8          | 13,4          | 10,7          | 7,5           | 3,3           | 0,2           | 6,2        |
| Température moyenne (°C)              | 1,8            | 2              | 5,3            | 9,3           | 12,4          | 16,4          | 18,5          | 17,8          | 14,7          | 10,6          | 5,9           | 2,8           | 9,8        |
| Température maximale moyenne (°C)     | 4,3            | 4,8            | 8,7            | 13,3          | 16,5          | 20,9          | 23,2          | 22,3          | 18,6          | 13,7          | 8,6           | 5,4           | 13,4       |
| Record de froid (°C) date du record   | −10,6 30.01.05 | −15,4 07.02.12 | −14,6 01.03.05 | −5,4 07.04.08 | −0,8 05.05.19 | 2,7 02.06.06  | 6,9 11.07.04  | 6,4 28.08.11  | 2,9 21.09.08  | −3,8 28.10.12 | −7,8 28.11.13 | −12 20.12.09  | −15,4 2012 |
| Record de chaleur (°C) date du record | 17,9 01.01.22  | 18,3 27.02.19  | 20,9 31.03.21  | 23,3 22.04.18 | 28,8 20.05.22 | 32,8 27.06.19 | 34,8 24.07.19 | 34,8 24.08.23 | 29,8 10.09.23 | 26,3 09.10.23 | 20,2 01.11.20 | 17,9 23.12.14 | 34,8 2023  |
| Précipitations (mm)                   | 82,3           | 63,6           | 66,2           | 76,3          | 94,7          | 81,9          | 91,9          | 92,1          | 61,1          | 97,9          | 103           | 92,5          | 1 003,5    |

## Urbanisme

### Typologie
Au 1er janvier 2024, Vauxrenard est catégorisée commune rurale à habitat dispersé, selon la nouvelle grille communale de densité à sept niveaux définie par l'Insee en 2022.
Elle est située hors unité urbaine et hors attraction des villes,.

### Occupation des sols
L'occupation des sols de la commune, telle qu'elle ressort de la base de données européenne d’occupation biophysique des sols Corine Land Cover (CLC), est marquée par l'importance des forêts et milieux semi-naturels (55,9 % en 2018), une proportion sensiblement équivalente à celle de 1990 (55,7 %). La répartition détaillée en 2018 est la suivante : 
forêts (55,8 %), cultures permanentes (18,9 %), prairies (15,6 %), zones agricoles hétérogènes (9,6 %), milieux à végétation arbustive et/ou herbacée (0,2 %). L'évolution de l’occupation des sols de la commune et de ses infrastructures peut être observée sur les différentes représentations cartographiques du territoire : la carte de Cassini (XVIIIe siècle), la carte d'état-major (1820-1866) et les cartes ou photos aériennes de l'IGN pour la période actuelle (1950 à aujourd'hui).

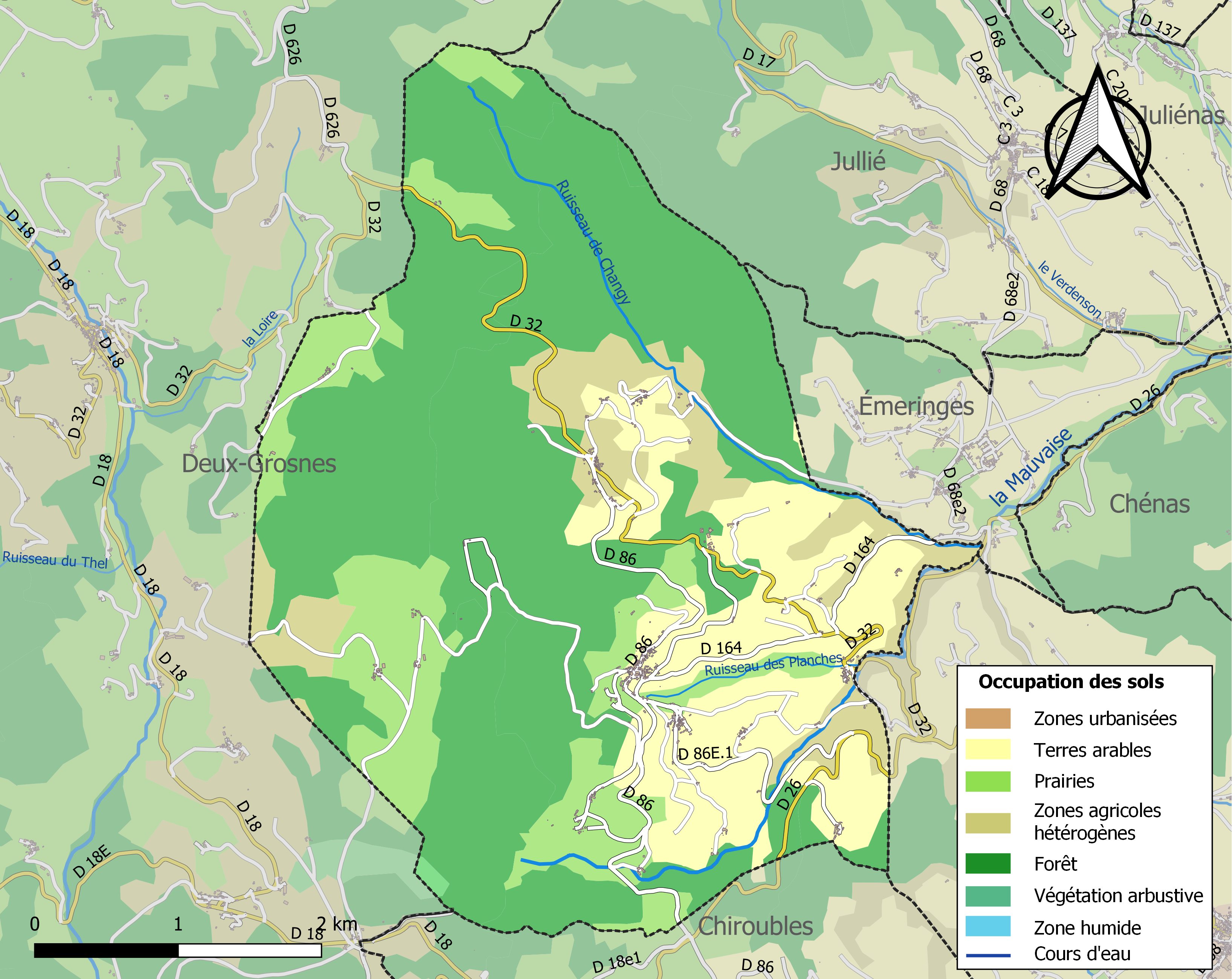
Carte des infrastructures et de l'occupation des sols de la commune en 2018 (CLC).

## Histoire

### Moyen Âge et Époque moderne
Vallis Regnardi (la vallée du Sieur Regnard) nommé ainsi dans le recensement des terres de Messieurs Prévost et Chanoines du chapitre de Saint-Pierre de Mâcon en 1456. Il apparait en tant que Vaulx Regnard sur les registres paroissiaux datant de 1632.
L'histoire de Vauxrenard commence réellement au Moyen Âge, en témoigne la construction de son église romane au XIe siècle par les moines de Cluny, grands défricheurs de montagnes, et par son élévation au titre d’archiprêtre du diocèse de Mâcon en 1513.
Le château du Thil, au nord du village, tient également une place majeure dans l'histoire de la commune. La justice appartenait au vicomte de Thil de la maison de Sainte-Colombe, qui posséda le château jusqu'à la fin du XVIe siècle, avant que ce dernier ne soit la propriété de la famille de Chevriers puis de Grollier à la veille de la Révolution française.

### Époque contemporaine
Au XIXe siècle, la commune a une activité essentiellement agricole. À la fin du siècle, elle comprend 1580 hectares de surface cultivée, dont 290 de vignes et 450 de froment. À cette époque, la commune compte autour de 1 000 habitants.
Le vicomte de Saint Trivier, habitant le château du Thyl au XIXe siècle, propriétaire de 440 Ha dont plus de 60 Ha de vignes innova dans de nombreuses techniques modernes : sécateur, pressoir à vis, charrue tourne oreille… Il obtint la médaille d’or lors de l’exposition universelle de 1867 à Paris.
Au début du XXe siècle, Vauxrenard possède des maçons, forgerons, charpentiers et plusieurs commerces. Depuis, la commune a subi une perte démographique et en 2010, Vauxrenard compte 330 habitants, 20 viticulteurs et 130 ha de vignes sont cultivées.

## Politique et administration
| Période                                  | Période | Identité              | Étiquette | Qualité |
| ---------------------------------------- | ------- | --------------------- | --------- | ------- |
| avant 1988                               | ?       | Georges Perraud       |           |         |
| 2001                                     | 2008    | Henri Leos            | DVD       |         |
| 2008                                     | 2014    | Jean-Luc Prothet      | DVG       |         |
| 2014                                     | 2020    | Jean-Jacques Salanson | DVD       |         |
| Les données manquantes sont à compléter. |         |                       |           |         |

## Démographie
L'évolution du nombre d'habitants est connue à travers les recensements de la population effectués dans la commune depuis 1793. Pour les communes de moins de 10 000 habitants, une enquête de recensement portant sur toute la population est réalisée tous les cinq ans, les populations de référence des années intermédiaires étant quant à elles estimées par interpolation ou extrapolation. Pour la commune, le premier recensement exhaustif entrant dans le cadre du nouveau dispositif a été réalisé en 2006.

En 2022, la commune comptait 315 habitants, en évolution de −2,17 % par rapport à 2016 (Rhône : +3,93 %, France hors Mayotte : +2,11 %).
| 1793  | 1800 | 1806 | 1821  | 1831  | 1836 | 1841 | 1846  | 1851  |
| ----- | ---- | ---- | ----- | ----- | ---- | ---- | ----- | ----- |
| 1 030 | 849  | 998  | 1 016 | 1 027 | 964  | 956  | 1 025 | 1 036 |

| 1856  | 1861 | 1866 | 1872 | 1876 | 1881 | 1886 | 1891 | 1896 |
| ----- | ---- | ---- | ---- | ---- | ---- | ---- | ---- | ---- |
| 1 027 | 954  | 967  | 915  | 922  | 939  | 929  | 870  | 834  |

| 1901 | 1906 | 1911 | 1921 | 1926 | 1931 | 1936 | 1946 | 1954 |
| ---- | ---- | ---- | ---- | ---- | ---- | ---- | ---- | ---- |
| 749  | 711  | 676  | 575  | 532  | 484  | 482  | 430  | 375  |

| 1962 | 1968 | 1975 | 1982 | 1990 | 1999 | 2006 | 2011 | 2016 |
| ---- | ---- | ---- | ---- | ---- | ---- | ---- | ---- | ---- |
| 334  | 318  | 288  | 232  | 226  | 275  | 304  | 322  | 322  |

| 2021 | 2022 | - | - | - | - | - | - | - |
| ---- | ---- | - | - | - | - | - | - | - |
| 317  | 315  | - | - | - | - | - | - | - |

## Lieux et monuments
- Le château de Thil : ruiné à la Révolution, il fut rebâti au XIXe siècle.
- La mairie : il s'agit d'une mairie-école dont l'architecte est M. Pinchard, de Mâcon, qui a réalisé les plans en 1903 et achevée en 1909. Constituée d'un corps principal avec la mairie au rez-de-chaussée et de deux ailes oblongues, elle est élevée sur deux registres et est large de trois travées. La façade antérieure est agrémentée d'un fronton triangulaire et d'une horloge[19].
- L'église : datant du XIe siècle, son clocher massif porte l'empreinte des bâtisseurs clunisiens. Le reste de l'église date du XIIe siècle et depuis, l'église a subi plusieurs restaurations[14].

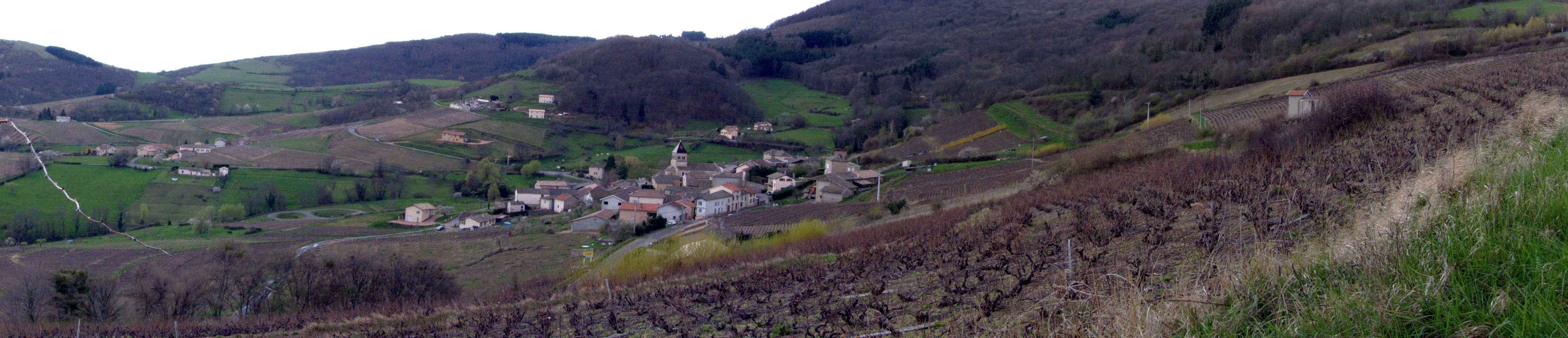
Le village de Vauxrenard.
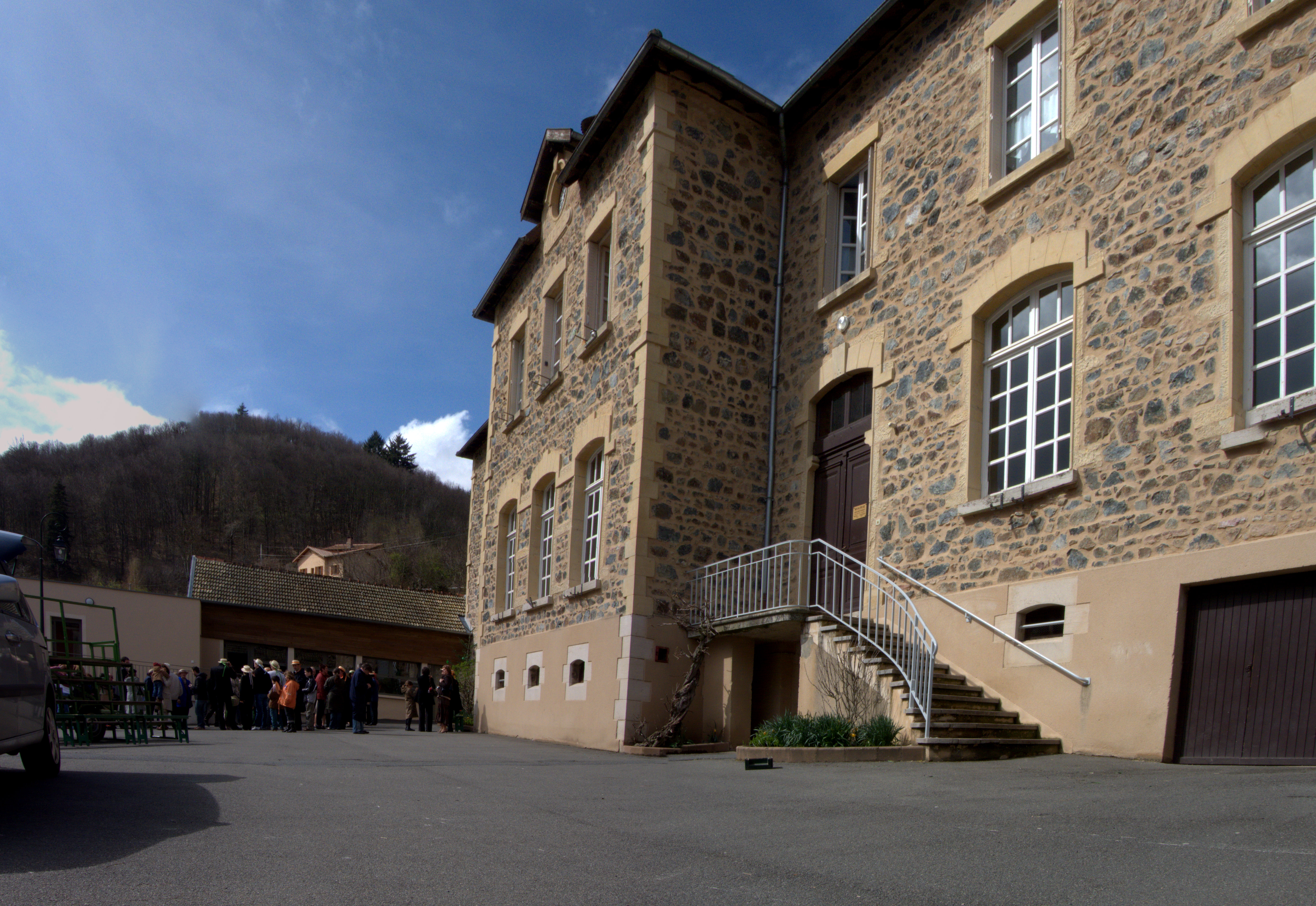
La mairie de Vauxrenard.
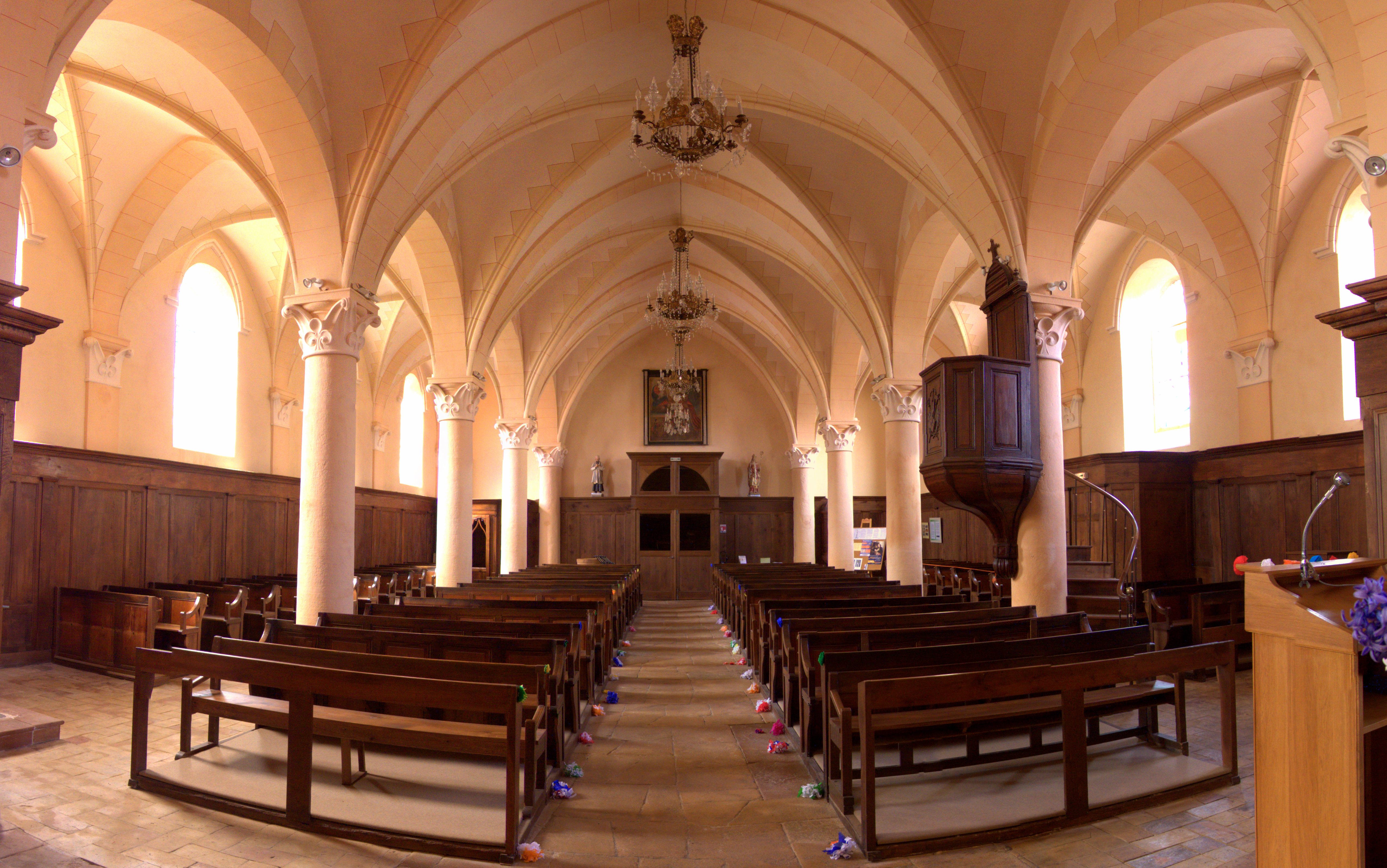
L'intérieur de l'église de Vauxrenard.